# Horváth Péter (író)
Horváth Péter (Budapest, 1951. május 7. –) József Attila-díjas (1998) magyar író, rendező, forgatókönyvíró és színész.

## Életpályája
1969–1973 között a Színház- és Filmművészeti Főiskola hallgatója volt Kazimir Károly osztályában. 1969-ben jelent meg első műve. 1973–1974 között a Bartók Gyermekszínház színésze volt. 1974–1975 között a szolnoki Szigligeti Színházban játszott, majd szabadfoglalkozású író lett. 1982–1986 között a Magyar Televíziónál dolgozott dramaturgként. 1994 óta rendező. 1998–2000 között a székesfehérvári Vörösmarty Színház művészeti vezetője volt. 2002-ben doktorált. Később a Kolibri Színház dramaturgja lett.
Magyar darabokat és klasszikus zenés műveket rendez.
Felesége: Szabó Gabi színésznő.

## Művei
- Egéridő (novellák, 1976)
- A sárga táltos (meseregény, 1977)
- Öcsémnek, szeretettel (kisregények, 1980)
- Csendet kérünk, próba van (novellák, 1981)
- Sosemvolt aranykorunk (regény, 1982)
- Szabad vegyértékek (regény, 1984)
- Örömzene (regény, 1986)
- Szerelem első vérig (ifjúsági regény, 1987)
- A Fekete Kéz visszavág (ifjúsági regény, 1990)
- Színház a magasban (regény, 1993)
- Horváth úr szerelmei (regény, 1999)
- Kamarambó, a Senki Fia (meseregény, 2008)
- Strandregény (regény, 2009)
- Bogárvérrel. Forgácsok egy fakeresztről (regény, 2011)
- Dzsorden (regény, 2012)
- A képíró. M. S. mester története; Noran Libro, Bp., 2013
- Kedves Isten (regény, 2014)
- Öl. Egy sorozatgyilkos vallomásai, Störr kapitánynak; Noran Libro, Bp., 2015
- Getnó; Noran Libro, Bp., 2018
- Horváth Péter–Szakonyi Károly: Négykezes. Beszélgetéseink; Kossuth, Bp., 2021

## Színházi munkái

### Íróként
- Kamarambo, a senki fia (1979)
- Maugli (1982, 1983)
- A farkas szempillái (1983-1984, 1996, 2000, 2001)
- Enyém a vár (1985, 1987)
- A kölyökkor álmai (1985)
- Boleró (1987)
- A padlás (1988-1989, 1991-1996, 2000, 2002-2003, 2007-2009)
- Csao Bambino (1991, 1993, 2006) (rendező is)
- Svejk vagyok (1992, 1996) (rendező is)
- Május 35 (1993) (rendező is)
- Marco Polo (1995, 1999, 2000, 2010,2013) (rendező is)
- ABC (1994) (rendező is)
- Valahol Európában (1995, 2000, 2002-2004, 2006-2007, 2009-2010) (rendező is)
- A szebeni fiúk (1998)
- A három testőr (1999) (rendező is)
- Amphitrüon 2000 (2000) (rendező is)
- Százegy kiskutya (2001) (rendező is)
- Kilencen, mint a gonoszok (2002)
- A pesti szín (2002)
- Zengeráj a Grand Hotel Royalban (2003) (rendező is)
- Európa elrablása (2003) (rendező is)
- Kököjszi és Bobojsza (2004) (rendező is)
- 56 csepp vér (2006) (rendező is)
- Blikk (2007)
- Locspocs, a kis tengeri szörny (2007)
- Bevetés (2008)
- Kerti mulatság avagy írók a fogason (2010)
- Emil és a detektívek (2010)
- Dolcsegabána (2010) (rendező is)
- Help (2011) (rendező is)

### Fordítóként
- Bigest: Dollármama (1997) (rendező is)
- Williams: A mi fiunk (2003) (rendező is)
- Willner-Bodansky: Luxemburg grófja (2005) (rendező is)
- Bigest: Hab (2006) (rendező is)
- Salten: Bambi (2009)

### Színészként
- Hampton: Az emberbarát...Braham
- Molière: Kényeskedők....La Grange
- Maár-Tersánszky: Viszontlátásra, drága....Szomszéd fiú
- Szomory Dezső: Bella....Gróf Thurein-Ernőffy Pál
- Novogrudszkij-Orlov: Brummogó és a Dinnye....Lyuk
- Molnár Ferenc: Liliom....A Hollunder fiú
- Carlo Goldoni: A chioggiai csetepaté....Toffolo
- Urbán Gyula: Tündér Ilona....Haspók
- Békés József: Várj egy órát....Tamás
- Kazán-Mesterházi: Férfikor....Béla
- Babay József: három szegény szabólegény....Tollnok
- Kazimir-Ortutay: Ezeregyéjszaka....Púpos
- Csehov: Három nővér....Fedotyik
- Kopkov: Aranyelefánt....Páska
- Kipling: Maugli....Majom

### Rendezőként
- Örkény István: Macskajáték (1992)
- Gábor Andor: Dollárpapa (1993, 2017)
- Eisemann Mihály–Halász Gyula-Kristóf Károly–Szilágyi László: Handa banda (1994)
- Alan Jay Lerner–Frederick Loewe: My Fair Lady (1995)
- Ábrahám Pál–Földes Imre–Alfred Grünwald-Fritz Löhner-Beda: Bál a Savoyban (1995, 2017)
- Csemer Géza: Dobostorta (1996)
- Kálmán Imre–Leo Stein–Jenbach Béla: Csárdáskirálynő (1996)
- Jerry Bock–Sheldon Harnick–Joseph Stein: Hegedűs a háztetőn (1997)
- Békés Pál–Dés László–Geszti Péter: A dzsungel könyve (1998)
- Joe Masteroff–John Kander–Fred Ebb: Kabaré (1998)
- Michael Stewart–Jerry Herman: Hello, Dolly! (1998)
- Kiss Anna: Bazsarózsák (1999)
- Kornis Mihály: Körmagyar (1999)
- Lehár Ferenc–Victor Léon–Leo Stein: A víg özvegy (2001)
- Tersánszky Józsi Jenő: Kakuk Marci (2001)
- Rákoss Péter: A mumus (2004)
- Gorkij: Éjjeli menedékhely (2005)
- William Shakespeare: Hamlet (2007)
- Eisemann Mihály–Zágon István–Somogyi Gyula: Fekete Péter (2008)
- Kerekes János–Barabás Tibor–Gádor Béla–Darvas Szilárd: Állami Áruház (2011)
- Gém Zoltán: Starfactory (2013)
- Molnár Ferenc: Színház (2018)

## Filmjei

### Színészként
- Egy óra múlva itt vagyok… (1971)
- Emberrablás magyar módra (1972)
- A törökfejes kopja (1973)
- Pirx kalandjai (1973)
- Makra (1974)
- Felelet (1975)
- Az idők kezdetén (1975)
- Legenda a nyúlpaprikásról (1975)
- Kántor (1976)
- Viszontlátásra, drága (1978)
- Térmetszés (1979)
- Ballagás (1980)
- Nápolyi mulatságok (1982)
- Tüzet viszek TV-film (1983)
- Örökkön-örökké (1984)
- Az óriás (1984)
- Nyolc évszak (1987)
- A szórád-ház (1997)
- Karádysokk (2011)

### Íróként
- Az első randevú (színész is)

### Forgatókönyvíróként
- Társkeresés No. 1463 (1982)

- Vérszerződés (1983)
- A piac (1983)
- Szerelem első vérig (1986) (rendező is)
- Szerelem második vérig (1988)
- Családi kör (1994)
- Világszám! (2004)
- Csaó bambinó (2005)
- 56 csepp vér (2007) (filmzene is)

### Rendezőként
- Egri vitézek (2006) (forgatókönyvíró is)
- A pálya szélén 2008 (2008) (forgatókönyvíró is)

### Egyéb filmes munkái
- Nyom nélkül (1982) (konzultáns)
- Szerelmes szívek (1991) (szerkesztő)

## Díjai, elismerései
- Legjobb elsőkötetesek díja (1976)
- Móricz Zsigmond-ösztöndíj (1977)
- KISZ-díj (1983)
- a nemzetközi hangjáték pályázat Morishige-díja (1991)
- az év legjobb drámája díj (megosztva, 1991)
- az Év Könyve-jutalom (1991)
- József Attila-díj (1998)
- NKA alkotói ösztöndíj (2012)